# Plover, Iowa
Plover là một thành phố thuộc quận Pocahontas, tiểu bang Iowa, Hoa Kỳ. Năm 2010, dân số của thành phố này là 77 người.

## Dân số
Dân số qua các năm:
- Năm 2000: 95 người.
- Năm 2010: 77 người.